# Matt Woods
Maurice Woods, più conosciuto come Matt Woods (Skelmersdale, 1º novembre 1931 – Stockport, 26 settembre 2014) è stato un allenatore di calcio e calciatore inglese, di ruolo difensore.

## Carriera

### Giocatore
Dopo aver giocato nelle giovanili dei semiprofessionisti del Burscough nel 1949 passa all'Everton, club della prima divisione inglese, con cui resta in rosa per complessive 8 stagioni, fino al termine della stagione 1956-1957, giocando di fatto però solamente 8 partite di campionato, nelle quali peraltro mette anche a segno una rete. Passa quindi al Blackburn, club di seconda divisione, con cui nella sua prima stagione in squadra conquista subito una promozione in prima divisione, categoria in cui poi gioca con i Rovers fino al termine della stagione 1962-1963, per un totale di 260 presenze e 2 reti in partite di campionato con il club. Dal 1963 al 1965 è giocatore ed allenatore degli australiani del Sydney Hakoah; torna quindi in patria, al Luton Town, con la cui maglia nella stagione 1965-1966 gioca 34 partite in quarta divisione; gioca in questa categoria anche nel campionato successivo, nel quale veste invece la maglia dello Stockport County, con cui vince il campionato ed in seguito trascorre anche una stagione in terza divisione. Nel 1968 gioca poi per un periodo con il Drumcondra, club della prima divisione irlandese, con cui colleziona 7 presenze.

### Allenatore
Dal 1968 al 1970 allena l'Altrincham, club militante nella appena fondata Northern Premier League (che all'epoca era insieme alla Southern Football League ed alla Isthmian League una delle principali leghe inglesi al di fuori della Football League, verso la quale non esistevano comunque ancora dei meccanismi di promozioni e retrocessioni automatiche); nel 1969 per un breve periodo è anche giocatore del club. Nella stagione 1970-1971 e nei primi mesi della stagione 1971-1972 allena invece lo Stockport County.

## Palmarès

### Giocatore

#### Competizioni nazionali
- Campionato inglese di quarta divisione: 1

Stockport County: 1966-1967

### Allenatore

#### Competizioni nazionali
- Coppa d'Australia: 1

Sydney Hakoah: 1965